# Villa Elfvik
Villa Elfvik är ett informationscenter om miljö som drivs av Esbo stad i Nyland i Finland. Naturens hus erbjuder natur- och miljöinformation i olika former. I Elfvik finns flera naturstigar, ett fågeltorn och brädgångar. 
Friherrinnan Elvira Standertskjöld byggde Villa Elfvik som sin bostad 1904 och den planerades av arkitekt Mauritz Gripenberg. Byggnaden representerar en engelskinfluerad variant av jugend och är byggnadshistoriskt mycket värdefull. Då Standertskjöldarna dött hamnade byggnaden efter många mellanskeden slutligen i Esbo stads ägo 1985, varefter den rustades upp. Byggnaden öppnades för allmänheten 1992.
Villa Elfvik ligger vid stranden av Bredviken, mellan stadscentrumen Alberga och Hagalund. Till en början fanns det också en båtbrygga vid Villa Elfvik, men Bredviken har på detta ställe sakteliga växt igen med vass och man kommer inte längre ända fram med båt.